# Lucien Jasseron
Lucien Jasseron est un footballeur international français né le 29 décembre 1913 à Saint-Leu (aujourd'hui Bethioua) (Algérie) et mort le 15 novembre 1999 à Bron. Après ses débuts au RU Alger (RUA), il évoluait au poste de défenseur, principalement au Havre AC et au RC Paris.
Il est sélectionné pour disputer la Coupe du monde 1938 qui se déroule en France mais ne disputera aucun match durant la compétition. Il connaîtra son premier match en 1945.
Il entraîne Le Havre de 1957 à 1962 avec lequel il réalise un rare doublé durant la saison 1958-1959 en remportant la Coupe de France après avoir remporté le championnat de 2e division, puis l'Olympique lyonnais de 1962 à 1966.
Il est l'adjoint d'Henri Guérin, sélectionneur de l'équipe de France pendant la Coupe du monde 1966 en Angleterre.
Il est le grand-père de Laurent Gouédard, journaliste hippique réputé qui travaille notamment pour RMC et Equidia.

## Carrière de joueur
- 19??-1931 :  AS Batna
- 1931-1936 :  RU Alger
- 1936-1940 :  Le Havre AC
- 1944-1946 :  RC Paris

## Carrière d'entraîneur
- 1957-décembre 1962 :  Le Havre AC
- 1962-1966 :  Olympique lyonnais
- 1966-février 1969 :  SEC Bastia
- 1980-1981 :  FC Villefranche

## Palmarès

### Joueur
- International A en 1945 (2 sélections)
- Vainqueur de la Coupe de France en 1945 (avec le RC Paris)

### Entraîneur
- Vainqueur de la Coupe de France en 1959 avec Le Havre AC (Le HAC est alors le premier club de Division 2 à remporter la Coupe de France)
- Vainqueur de la Coupe de France en 1964 avec l'Olympique lyonnais.